# Marquard II. vom Berg
Marquard II. vom Berg (* 1528 in Öpfingen; † 28. Januar 1591 in Dillingen) war Bischof von Augsburg in den Jahren 1576 bis 1591. Zuvor war er Dompropst und Domdekan in Bamberg und Augsburg.

## Leben
Marquard II. vom Berg begann im Alter von 13 Jahren ein Studium an der Universität in Ingolstadt und schloss dieses 1545 erfolgreich ab. Ab 1548 begann er ein Jurastudium in Padua und Pavia. 1551 unterbrach Marquard II. vom Berg das Studium und übernahm die domkapitlische Pfarrei Langweid bei Augsburg. Anschließend führte er das Studium zu Ende und promovierte 1554. 1559 trat er in als Domdekan in die Propstei von Bamberg ein. Am 26. Juli 1575 wurde Marquard II. vom Berg als Augsburger Bischof gewählt, behielt jedoch gleichzeitig sein Amt in Bamberg. Unter Marquard II. vom Berg wurde die Hexenverfolgung betrieben. Unter ihm wurde unter anderen Walpurga Hausmännin der Hexerei angeklagt und hingerichtet. Er verstarb am 28. Januar 1591 und wurde auf eigenen Wunsch in der Schlosskapelle St. Johannes Evangelista in Dillingen beigesetzt.